# Acrida maxima
Acrida maxima är en insektsart som beskrevs av Heinrich Hugo Karny 1907. Acrida maxima ingår i släktet Acrida och familjen gräshoppor. Inga underarter finns listade i Catalogue of Life.